# آيت موسى أوعثمان (أڭوديم)
آيت موسى أوعثمان هي إحدى مشيخات المملكة المغربية، تتبع جغرافيا لإقليم ميدلت وإداريًا لأڭوديم. يقدر عدد سكانها بـ 1610 نسمة حسب الإحصاء الرسمي للسكان والسكنى لسنة 2004.